# Karpîlivka, Narodîci
Karpîlivka (în ucraineană Карпилівка) este un sat în comuna Mejîliska din raionul Narodîci, regiunea Jîtomîr, Ucraina.

## Demografie
Componența lingvistică a localității Karpîlivka
     Ucraineană (100%)
Conform recensământului din 2001, toată populația localității Karpîlivka era vorbitoare de ucraineană (100%).